# I miei successi di ieri... cantati oggi
 I miei successi di ieri... cantati oggi, pubblicato nel 1989 su 33 giri (LP 70121) e Musicassetta (MC 70121), è un album discografico del cantante Mario Trevi.

## Il disco
L'album è una raccolta di brani napoletani interpretati da Mario Trevi. In questo lavoro, Trevi rivisita, in chiave moderna, alcuni dei suoi successi che lo hanno accompagnato durante la carriera, dal 1959 (Si ce lassammo) sino al 1981 ('O tesoro). Gli arrangiamenti sono del M° Augusto Visco.

## Tracce
1. Indifferentemente (Martucci-Mazzocco)
2. 'O sfaticato (Riccardi-Acampora-Fiorilli)
3. Si ce lassammo (De Mura-D'Alessio-Ruocco)
4. Astrignete a me  (Moxedano-Iglio)
5. Mare verde (Marotta-Mazzocco)
6. 'O tesoro (Langella-Iglio)
7. Che chiagne a ffà! (Annona-Acampora-Donadio)
8. 'O codice 'e ll'ammore (Pisano-Alfieri)
9. Me parlano 'e te (Vian-Palomba)
10. È desiderio (Barrucci-Sasso-Esposito)